# Italijansko odporniško gibanje
Italijansko odporniško gibanje (italijansko Resistenza [rezistènca]) je bilo politično in vojaško ilegalno delovanje proti fašizmu, ki se je po kapitulaciji Kraljevine Italije  septembra 1943 razvilo vzdolž vsega Apeninskega polotoka. Zgodovinsko se gibanje uvršča med splošne evropske iniciative proti Tretjemu rajhu, kot so Poljska, jugoslovanska, francoska, vendar je za Italijane značilno, da je boj proti okupatorju zajel pripadnike najrazličnejših političnih prepričanj. Na pobudo Odbora za narodno osvoboditev CLN so pristopili v akcijo komunisti, socialisti, liberalni socialisti, monarhisti, demokristjani, liberalci, republikanci, anarhisti. Te stranke so po vojni ustvarile republiko in so sestavljale njene prve vlade. Druga značilnost te splošne odporniške akcije je ta, da ni šlo le za upor proti okupatorju, temveč za istočasno razredno borbo proti latifundijem, ki jih je zagovarjala monarhična ureditev, in v največji meri za državljansko vojno med fašisti in antifašisti.
Začetek gibanja se postavlja v prvo obdobje neposredno po septembrskem premirju, saj je bil Comitato di Liberazione Nazionale CLN (= Odbor za narodno osvoboditev) ustanovljen že 9. septembra 1943. Ta organizacija je trajala do konca vojne, uradno se proslavlja njen razpust skupaj z dnevom osvoboditve 25. aprila.

## Zgodovinsko ozadje
Med najpomembnejše dogodke fašističnega obdobja se prišteva umor parlamentarca Giacoma Matteottija (1924), ki je globoko vplival na poznejšo zgodovino, saj je po šestih mesecih preiskav Mussolini izjavil v poslanski zbornici, da prevzema »popolno politično, moralno in zgodovinsko odgovornost« za vzdušje, ki je ta zločin povzročilo. Današnji zgodovinarji poudarjajo »politično odgovornost«, ki naj ne bi pomenila, da je Mussolini dejansko ukazal usmrtitev, da se je pa čutil odgovornega kot predstavnik fašistov. Vsekakor je javnost njegovo izjavo sprejela kot izrecno priznanje krivde, kar je povzročilo globok razkol v političnih krogih. Antifašizem, ki je bil dotlej le malo več kot skrita želja, je postal ideologija, vendar ni takoj prodrla med ljudstvo. Kljub temu današnje ocene tega obdobja priznavajo, da je v resnici prav zgodnji antifašizem povzročil nastanek odporniškega gibanja, saj je velika večina, kar 90 %, vseh glavnih voditeljev gibanja še pred vstajo izkusila konfinacijo ali zapor fašistične oblasti. Šele vojna, predvsem s kopičenjem porazov na različnih frontah in s surovim postopanjem nemških okupatorjev, je privedla povprečnega Italijana do odkritega antifašizma, kar je postalo očitno z velikimi stavkami marca 1943, za katere se večkrat omenja, da so pravi začetek odporniškega gibanja. Dejansko so se antifašisti tega leta uprli ne samo ideologiji fašizma, temveč predvsem Nemcem, ki so zagospodarili na italijanskih tleh. Ta dvojni cilj je zaznamoval tudi delovanje partizanske organizacije skozi vse obdobje njenega obstoja.
Vsekakor ne gre podcenjevati spontanih uporniških skupin, ki so se predvsem po južni Italiji ustanovile iz protesta proti nasilju s strani Nemcev in fašistov. Umik nemških čet pred prodiranjem Zaveznikov je spodbudil prebivalstvo, da se je brez političnih smernic in neorganizirano zoperstavilo okupatorju. Prva reakcija meščanov je bila v Materi 23. septembra in se je zaključila z zmago še pred prihodom zavezniških čet. Po enem tednu so se začeli štiri neapeljski dnevi, ki so izzvali sistematično represijo s strani Nemcev, a tudi njihov umik iz mesta. Podobni ljudski protesti so se dogajali v raznih krajih Abrucov in Mark. V Teramu so Nemci sicer razpršili protestnike, a ti so se umaknili v gozdove in začeli izvajati gverilo. V bližini mesta Ascoli Piceno je bila lokalna partizanska edinica dne 3. oktobra pokončana do zadnjega moža in po dveh dneh je bila tudi vstaja v Lancianu zatrta s surovo silo.

## Pristop političnih predstavnikov
Po nekaj urah od razglasa premirja v Cassibilu se je v Rimu sestalo šest predstavnikov italijanskih političnih sil, ki so ustanovili Comitato di Liberazione Nazionale CLN, to je Odbor za narodno odvoboditev. To so bili:  Pietro Nenni (Italijanska socialna stranka), Giorgio Amendola (Italijanska komunistična stranka), Ugo La Malfa (Stranka Akcije, leva sredina), Alcide De Gasperi (Krščanska demokracija), Meuccio Ruini (Demokratična stranka dela, napredni demokrati) in Alessandro Casati (Italijanska liberalna stranka). Naslednjega dne je Nenni odšel v Milano, kjer je ustanovil CLNAI (CLN Alta Italia), ki je pozneje režiral partizansko gibanje severne Italije. Že po nekaj dneh so se odseki CLN organizirali v okupiranih mestih severne Italije: Torino, Genova, Padova, Firence.

## Pristop partizanskih skupin
Medtem ko je CLN nastopal kot povezovalni element vstaje v mestih pod nemško okupacijo, so se v gorskih predelih države že zbirali bodoči partizani, ki niso imeli stikov s političnimi organizacijami. Ti prvi partizani so bili v glavnem dezerterji kraljeve vojske, ki se je podala Nemcem,  in so se raje umaknili v gozdove tako na obronkih Alp kot Apeninov. Kmalu so se jim pridružili politiki, ki so hoteli uveljaviti smernice CLNa, tako so se v naslednjih mesecih partizani politicizirali, medtem ko so se dotlej teorični odporniki militarizirali. Velikega pomena je bil pristop alpincev, ki so po tragični ruski kampanji najbolje uvideli propad fašizma in so bili dobro izurjeni za gorsko bojevanje.
Odporniško gibanje je naglo rastlo, saj se je vedno več civilistov vključevalo v začetne organizacije. Že po dveh tednih je štelo v Piemontu okoli 500 pripadnikov, v ostali severni Italiji nadaljnih 500, v srednji Italiji okoli 200 in v gorah Mark in Abrucov še 300.
Omeniti je treba tudi sodelovanje nekaterih skupin, ki niso bile povezane s CLNom in so bile odločno političnega značaja, a so se vključile v splošno odporniško akcijo zaradi skupnih ciljev. To so bile anarhične, komunistične in liberalne skupine, ki so bile večkrat že dobro oborožene in izurjene. Tako je gibanje že novembra štelo okoli 3800 partizanov.

## Začetne ideološke razlike
Vsa ta množica ljudi je bila v veliki meri sestavljena iz oseb brez določenega političnega prepričanja, ki so se pridružile delno iz protesta proti monarhiji in občutka sramote zaradi propada državne vojske, delno iz mržnje do fašizma in strahu pred črnosrajčniki, a velikokrat samo iz mladostne želje po avanturi in posnemanju partizanskih podvigov. Fantje so se v veliki meri tudi izogibali obveznemu naboru: novembra 1943 se je predstavilo samo 87 tisoč nabornikov od 186 tisoč vpoklicanih. Tem je treba prišteti še ogromno število dezerterjev (že decembra 1943 kar 28 % potrjenih nabornikov). Samo voditelji in poveljniki raznih brigad so bili politično opredeljeni in seveda niso imeli vsi istih političnih prepričanj. Večkrat je tudi prišlo do nesoglasij zaradi osebne politične opredelitve: računa se, da je bilo vsega aktivnih okoli 200 tisoč partizanov in kar 65-89 tisoč jih je bilo katolikov. Vsekakor je bila pripadnost ali povezanost z določeno politično stranko – čeprav vedno jasno izražena – le nekakšna identifikacija skupine, ki ni bistveno vplivala na vojaške operacije.
Izstopale so skupine garibaldincev, liberalnih socialistov in katolikov. Kralj in Badoglio sta uvidela nevarnost množice partizanov, ki se je izmikala njihovi oblasti, zato sta svojim privržencem svetovala, naj se omejijo na sabotažo in zbiranje podatkov do prihoda zavezniških čet. Ta politika čakanja (italijansko attesismo) je sicer omogočala usposabljanje novincev, a je bila kaj kmalu ovržena, največ po zaslugi komunistov in liberalnih socialistov, ki so zahtevali takojšen poseg v dogajanje, pa tudi vsled nepredvidenega razvoja bojevanja na italijanskih tleh.

## Glavne partizanske skupine
Prve partizanske enote so nastale po premirju 8. septembra 1943 in so bile sestavljene iz bivših vojakov Kraljevine Italije, ki niso hoteli več služiti v kraljevi vojski in se niso hoteli vključiti v Mussolinijevo republiko. Nahajali so se na raznih bojiščih po Italiji in na Balkanu, dejansko obkroženi od nasprotnikov, in samo tovarištvo in skrivanje po gorah jim je pomagalo, da so preživeli. Kmalu so se jim pridružili vsi, ki so se prav tako morali skrivati, to je izgnanci, ubežniki in obtoženci. Družilo jih je antifašistično prepričanje, zato so sprejeli nasvet komunistov, naj se organizirajo. Tako so nastali bataljoni Garibaldi, ki so s tem poimenovanjem hoteli poudariti, da so pripravljeni na takojšnjo vojaško dejavnost. Politično so pripadali Komunistični partiji, vendar je bilo med njimi tudi veliko socialistov in republikancev. Računa se, da je približno polovica vseh italijanskih odpornikov pripadala Garibaldincem.
Poleg teh so bile aktivne Brigade Pravice in Svobode, italijansko Brigate Giustizia e Libertà, tako imenovani gielisti (po začetnicah GL) pozneje aktisti (po stranki Partito d’Azione = Stranka Akcije). Politično so bili socialni liberalci, vendar je bila povezava med socializmom in liberalizmom sprejeta na različne načine, kar je v praksi privedlo do neupoštevanja politične pripadnosti: od bojevnikov je bilo pričakovati le idealno stremenje po demokraciji in svobodi. Približno 20 % vseh mobiliziranih v odporniškem gibanju je izhajalo iz Brigad GL, ki so utrpele vsega 4500 žrtev.
Prav tako so bile aktivne tudi Brigade Matteotti (socialisti) pod vodstvom Pertinija in Saragata ter Brigade Mazzini (republikanci), ki se pa niso vedno politično opredelile. Pripadniki Krščanske Demokracije in sploh katoličani so sestavljali Brigade Osoppo in Brigade Fiamme Verdi; slednje so bile v Lombardiji izključno militaristična skupina intelektualcev, medtem ko so se v Reggio Emilia preimenovale v ljudske brigade. Obstajale so tudi skupine monarhistov (Organizzazione Franchi), skrajnih levičarjev (Movimento Comunista) in anarhistov (Brigada Bruzzi Malatesta). 
Posebej je treba omeniti tako imenovane samostojne skupine, znane tudi kot azzurri (= modri) ali badogliani, ki so ostali zvesti monarhiji in Savojcem, v glavnem vojaki bivše kraljeve vojske, ki niso sprejeli fašizma. Za odporniško gibanje so bil modri pomembni, v kolikor so bile edini povezani z Zavezniki, ki so preko njih preskrbovali bojevnike.
Kot omenjeno, skupine odporniškega gibanja so se ustanovile tudi na Balkanu. Italijanska kraljeva vojska je štela 138 tisoč vojakov v Sloveniji, Hrvaški in Dalmaciji, 42 tisoč v Črni gori, 130 tisoč v Albaniji, 185 tisoč v Grčiji in 58 tisoč na Egejskih otokih. Te formacije so se po 8. septembru 1943 razkrojile in razpršile zaradi pomanjkanja navodil. Nemci so ujeli in deportirali okoli 393 tisoč vojakov, približno 29 tisoč se jih je vključilo v nemško vojsko. Del ubežnikov, okoli 20 tisoč, je prestopilo na stran partizanov, in sicer predvsem zaradi mržnje do Nemcev in iz strahu pred njihovimi represalijami, a tudi iz iskrenega antifašističnega in antimonarhičnega prepričanja. Tako so nastali Divisione Italia v Jugoslaviji, Divisione Garibaldi Montenegro v Črni gori in Battaglione Antonio Gramsci v Albaniji, Te italijanske partizanske enote so sodelovale z jugoslovanskimi partizani; po italijanski kapitulaciji je jugoslovansko odporniško gibanje poleg njih pridobilo tudi veliko število civilistov, tako da je štelo skupno okoli 80 tisoč bojevnikov.

## Mestne partizanske enote
Istočasno s prvimi skupinami partizanov v gozdovih so nastajale tudi odporniške enote v mestih. Normalno so to bile skupine po tri ali štiri osebe pod vodstvom veteranov Španske državljanske vojne. Imenovale so se Gruppi di azione patriottica (= Skupine za rodoljubno delovanje) ali krajše GAP. Delovale so samostojno in brez vsake medsebojne povezave, kar jim je zagotavljalo varnost. Njihovo delovanje se ni omejevalo na podžiganje sovraštva prebivalcev do režima, temveč so uprizarjali atentate na fašistične in nacistične predstavnike ter oficirje in na javne lokale, kjer so se zbirali. Podobne so bile Squadre di azione patriottica (= Ekipe za rodoljubno delovanje) ali SAP, ki so nastale po tovarnah. Te formacije so bile zelo bojevite in včasih zaradi tega malo priljubljene med prebivalstvom, vendar so udeleženci nadaljevali s svojimi nevarnimi podvigi vse do konca vojne, čeprav so utrpeli velikanske človeške izgube vsled fašističnega preganjanja. Omembe vreden je podvig skupine GAP, ki je marca 1944 izvedel tako imenovani atentat v ulici Rasella, v katerem je bilo ubitih 34 nemških vojakov in 2 italijanska civilista; to je sprožilo nemško represalijo s pobojem 335 žrtev (Pokol v Ardeatinskih jamah).

## Bojevniki drugih narodnosti
Italijanskemu odporniškemu gibanju se je pridružilo tudi več tujcev, predvsem nemških dezerterjev, čigar števila pa nikoli ni bilo moč doreči: zaradi strahu pred represijo nad sorodniki so ti ljudje normalno takoj prevzeli italijansko ime in uradno ostali “pogrešani v vojni” tudi za svojce. Pomemben doprinos gibanju so prispevali številni Rusi, v glavnem ubežniki iz nemških taborišč, ki naj bi jih bilo kar preko 5000. Od teh so bili štirje posmrtno odlikovani z zlato medaljo za hrabrost. Isto odlikovanje je bilo priznano Francozu Oliverju Guinet, poveljniku 48. garibaldinske brigade.
Kar šest italijanskih odlikovanj je poleg jugoslovanskega prejel tudi tržaški Slovenec Anton Ukmar “Miro”, poveljnik garibaldinske divizije Cichero v Liguriji. Prav tako v Liguriji je deloval Srb Grga Čupić »Boro« kot poveljnik divizije Mingo.

## Sodelovanje s slovenskimi partizani
Razen teh osebnih prisotnosti v italijanskem gibanju je bilo pomembno tudi sodelovanje v širšem obsegu s slovenskim odporniškim gibanjem. Že v samem začetku odpora se je odvil tako imenovani »boj za Gorico«, ki praviloma spada v operacijo Achse, kjer so se 11. septembra 1943 uprli Nemcem in Italijanom delavci Monfalcona (Tržiča pri Trstu). Železničarji in pristaniški delavci so se združili z nekaterimi oficirji in vojaki bivše kraljeve vojske v partizansko brigado, v katero so se vključili slovenski partizani, in skupno so za 15 dni kljubovali okupatorju. To je bila prva akcija italijanskega odporniškega gibanja in se je zaključila s porazom, saj so bili uporniki številčno v hudi manjšini in slabo oboroženi. Nemci so v začetku razpolagali s 4.000 do 5.000 vojaki, katerim se je v drugem tednu pridružilo še okoli 3.000 vojakov; upiralo se jim je vsega 1000 do 1500 delavcev (večina še v delovnih kombinezonih), peščica bivših kraljevih vojakov in okoli 500 izurjenih slovenskih partizanov.
Čisto drugače je bilo sodelovanje med partizani dveh narodnosti pri obleganju Turjaka, kamor so se po kapitulaciji Italije zatekli pripadniki MVACa. Italijanske kraljeve čete, ki so se umikale iz Ljubljanske pokrajine, so si »odkupile« od partizanov prehod na jug z odstopom svoje artilerije, ki je bila potem odločilna pri napadu na Turjak. Moderni zgodovinarji pripominjajo, da Italijanom ni bilo treba, da se »odkupijo«, saj bi prav s pomočjo artilerije zlahka prebili partizanske zapore; dejansko naj bi odstop težkega orožja pomenil spontano sodelovanje določenega števila Italijanov, ki naj bi se po kapitulaciji že prištevali odporniškemu gibanju.

## Organizacija in oprema
Danes normalno imenujemo privržence odporniških gibanj partizane, vendar so se v prvih časih obstoja ti bojevniki prepoznavali z različnimi drugimi imeni in vzdevki, od prostovoljcev za svobodo, do patriotov in banditov. Naziv banditi, kakor so partizane imenovali nacifašisti, je bil za Italijane še najbolj primeren, saj so bile mnoge začetne skupine le bande, kar je bil tedanji splošni izraz za oboroženo skupino. Prvotno se je italijansko odporniško gibanje dejansko organiziralo v bande, šele pozneje so nastale natančneje opredeljene skupine. Samo garibaldinske enote so štele 575 formacij, ki so se delile v čete, bande, bataljone, brigade, divizije, teritorialne enote ter mestne edinice. Poznejša vojaška organizacija je kmalu odpravila sistem bande; uvedena je bila tudi figura političnega komisarja, ki naj bi seznanjal bojevnike o političnih posledicah njihovih uspehov in jih pridobival za komunistično ideologijo.
Njihova oprema ni predvidevala uniform, priporočali so se vetrovka in dolge hlače namesto običajnih pumparic. Edino razpoznavno znamenje je bilo ruta okoli vratu, in sicer rdeča za garibaldince, zelena za gieliste (pripadnike gibanja Pravica in svoboda), modra za samostojne skupine. V zadnjem letu je bila večinoma sprejeta značka na pokrivalih in jopičih, in sicer rdeča zvezda za garibaldince, grb z gorečo baklo za gieliste, trobarvna kokarda za samostojne.
Orožje, ki so ga uporabljali, je bilo v glavnem tisto, ki so jim ga dostavljali zavezniški padalci, plus kar so lahko zasegli od sovražnikov, se pravi repetirke 91 bivše kraljeve vojske, mitraljezi nemški MP40, italijanski MAB38 in britanski Sten, pa tudi italijanski Breda 30 in britanski Bren, ter italijanski minomet 81. Težkega orožja in artilerije niso imeli.

## Partizanske republike
Partizanske republike ali Svobodna ozemlja sta imeni za različne začasne administracije, ki so jih partizani v teku vojne organizirali na osvobojenih ozemljih. Nastajale so v duhu demokratičnih vrednot, bodisi kot spontane samoupravne enote ali kot prava vladna telesa partizanov. Bilo jih je kar 25, od katerih je najbolj znana (zaradi bližine s sosednjo Švico, ki ji je posvetila veliko pozornosti) Ossola, po istoimenski dolini blizu Novare, čeprav je trajala vsega le 40 dni. Časovno prvi sta bili republika Corniolo v Apeninih, ki so jo organizirali partizani med decembrom 1943 in marcem 1944, in Maschito v Bazilikati med septembrom in oktobrom 1943. Slednja je posebno pomembna, v kolikor je bila spontan upor fašizmu, ki so ga uprizorili neorganizirani in neuki ljudje, toliko da so njihova odločanja bila le ustna, saj so bili vsi nepismeni. Kljub temu jim je uspelo, da so v kratki dobi svojega obstoja izrinili tako fašizem kot monarhijo iz svojih krajev.